# Peeri
Peeri is een plaats in de Estlandse gemeente Toila, provincie Ida-Virumaa. De plaats heeft de status van dorp (Estisch: küla).
Het dorp hoorde tot in 2017 bij de gemeente Kohtla. In dat jaar ging Kohtla op in de gemeente Toila.

## Bevolking
Het dorp had 85 inwoners op 31 december 2011 en 89 inwoners op 31 december 2021.

## Ligging
Peeri grenst aan de stadsdelen Järve en Kukruse van de stad Kohtla-Järve.